# Союз зелених і селян
Союз зелених і селян (латис. Zaļo un Zemnieku savienība, ZZS) — латвійський блок політичних партій, заснований 2002 року. Він складається з двох політичних партій: Селянського союзу (латис. Latvijas Zemnieku Savienība) та Латвійської зеленої партії (латис. Latvijas Zaļā Partija). Це третя за величиною партія в Сеймі. На відміну від переважно лівих зелених політичний рухів у Західній і Центральній Європі, ZZS є центристським альянсом.
Селянський союз Латвії і Латвійська зелена партія почали зближення 1992 року. Під час парламентських виборів до Сейму 6-го скликання було обрано чотирьох кандидатів від Партії зелених і трьох — від Селянського союзу.
Альянс був створений до парламентських виборів 2002 року. Він отримав 12 зі 100 місць у парламенті. У березні 2004 року, Індуліс Емсіс від Партії зелених став прем'єр-міністром Латвії. На виборах 2006 року блок отримав 18 місць, Індуліс Емсіс став спікером парламенту.
На виборах 2010 блок посів третє місце і отримав 22 мандати.
Спільною метою партій, що входять до блоку, є відновлення та збереження національного контролю над природними ресурсами Латвії. По-перше, ліси, по-друге, корисні копалини, водні, рибні ресурси і т. д. Обидві партії, вважають, що не допускається приватизація державних лісів.